# Dominicaines de Sainte Catherine de Sienne de Kenosha
Ne doit pas être confondu avec Dominicaines de Sainte Catherine de Sienne.
Les Dominicaines de Sainte Catherine de Sienne de Kenosha forment une congrégation religieuse féminine enseignante et hospitalière de droit pontifical.

## Histoire
En 1911, les dominicaines de Sainte Catherine de Sienne du Portugal ouvrent leurs premières succursales aux États-Unis, à New York et à Baker City. De là, elles fondent d'autres communautés en Ontario (Oregon), et à Hanford (Californie). En 1917, elles ouvre un hôpital à Kenosha (Wisconsin) où un noviciat est ouvert en 1920.
Les maisons américaines se séparent de la congrégation portugaise le 12 novembre 1951 avec l'approbation du pape Pie XII, créant un institut autonome ; L'institut est affiliée à l'ordre des prêcheurs le 25 novembre 1952 et reçoit l'approbation définitive de ses constitutions le 29 décembre 1956.

## Activité et diffusion
Les sœurs se consacrent à l'enseignement des jeunes et au soin des malades.
La maison-mère est à Saratoga.
En 2017, la congrégation comptait 8 sœurs dans 2 maisons.